# Vehicular Ad-Hoc Network

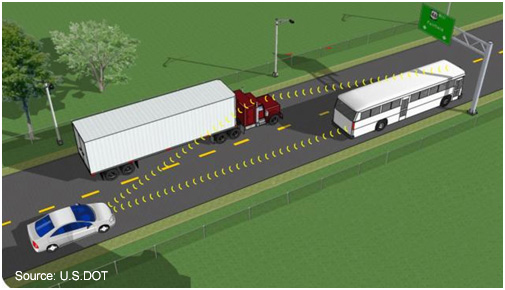
Dibujo 3D que muestra vehículos comunicándose entre sí mediante VANet.

Una red ad-hoc vehicular, habitualmente referida por su acrónimo en inglés VANET, es un tipo de red de comunicación que utiliza a los vehículos como nodos de la red. Dado el reducido alcance del canal de comunicación (hasta 1 km.), la conectividad se establece de forma esporádica (ad hoc). Por este motivo, estas redes se consideran un tipo específico de red móvil de comunicación (MANET). No obstante, este tipo de redes tienen una serie de retos específicos asociados, tales como la alta volatilidad de las redes, la velocidad de los nodos comunicantes y la concentración de los nodos en un área.

## Componentes
En este tipo de redes es habitual distinguir dos entornos de comunicación:

### Entorno de comunicación vehicular
En este entorno se sitúan dos entidades diferentes, los vehículos y la infraestructura de comunicaciones. Los vehículos van equipados con una unidad de comunicaciones a bordo (referida habitualmente como OBU). Por su parte, la infraestructura de comunicaciones puede formarse bien a través de comunicaciones vía satélite, o bien a través de postes situados a lo largo de las carreteras (conocidos comúnmente como RSU, del inglés Road-Side Unit). Entre estas entidades se pueden producir diferentes paradigmas de comunicación, siendo los más relevantes el vehículo-a-infraestructura (conocido como V2I o V2R), el infraestructura-a-vehículo (I2V o R2V) y el vehículo-a-vehículo (V2V).

### Entorno de comunicación de infraestructura
En este entorno se sitúan los proveedores de servicios a los que se accede a través de esta red, así como las demás entidades de gestión auxiliares (tales como autoridades de certificación, autoridades de gestión del tráfico, etc.). Estas entidades pueden establecer conexión con los vehículos a través de la infraestructura de comunicaciones del entorno de comunicación vehicular.

## Aplicaciones
La utilidad de este tipo de redes radica en la provisión de una serie de nuevos servicios que se han denominado, de forma colectiva, Sistemas Inteligentes de Transporte (SIT). Gracias a los SIT, los vehículos disponen de más y mejor información sobre el estado del tráfico, y pueden acceder a servicios y datos que mejoran la comodidad del viaje para los pasajeros (tales como VoIP, vídeo bajo demanda, etc.). Además, es posible obtener información enriquecida de localización, con lo que los sistemas de navegación basados en GPS pueden mejorar su eficacia.
Además de la mejora de la conducción y el transporte como actualmente se conoce, este tipo de redes  abren la puerta a novedosos mecanismos que tienen por objetivo simplificar la tarea de conducción y aumentar la seguridad vial. Así, a través de estas redes es posible que el vehículo ofrezca asistencia al conductor o que, incluso, se pueda alcanzar una conducción automática. En este sentido, una aplicación que se implementará al comienzo de la implantación de estas redes será el eCall, por el que un vehículo advertirá de la ocurrencia de un accidente y avisará a los sistemas de emergencia correspondientes.

## Tecnología y estandarización
Para llevar a cabo estas redes se ha definido una nueva tecnología de comunicación, habitualmente referida como DSRC (del inglés Dedicated Short Range Communications, comunicaciones dedicadas de corto alcance) o WAVE (del inglés Wireless Access on Vehicular Environments). Esta tecnología está sujeta a múltiples normas emitidas por los distintos organismos de estandarización, siendo una de ellas la familia de estándares IEEE 1609. Esta familia define, entre otras cosas, los aspectos físicos y lógicos de gestión de la red, así como los aspectos de seguridad asociados.
Además de esta tecnología, el vehículo debe poder incorporar información para transmitir. Con este fin, existen multitud de sensores embarcados en el vehículo que pueden servir para compartir información con los demás participantes de la red.
Precisamente con el objetivo de proporcionar un catálogo normalizado de mensajes a intercambiar entre los nodos de la red, surge el estándar SAE J2735. Entre esas estructuras destaca una de ellas (BasicSafetyMessage) que es habitualmente conocida como beacon, y que contiene las principales medidas sensoriales proporcionadas con un vehículo. Estos mensajes son intercambiados constantemente entre los vehículos para permitirles ampliar su horizonte de percepción y para facilitar la gestión de la red (especialmente para facilitar la identificación de vehículos que se encuentran dentro del alcance).

## Aspectos de seguridad y privacidad
Una de las cuestiones cruciales en este tipo de redes es el aseguramiento de la información y la protección de la privacidad. Dichos aspectos son abordados parcialmente en el estándar IEEE 1609.2.
Las principales cuestiones abiertas se introducen a continuación:

### Privacidad de los conductores
Si un vehículo utiliza la misma identificación electrónica durante un periodo de tiempo permitiría que un tercero con acceso a todos los mensajes intercambiados pudiera reconstruir el camino seguido por el vehículo. Dado que habitualmente existe una relación fuerte entre un vehículo y su conductor, esto causaría una lesión de la privacidad del conductor.
Con el fin de contribuir a esta cuestión, se han propuesto diversos mecanismos entre los que se destacan el uso de pseudónimos o credenciales anónimas.

### Autenticación de la información
Dado que la información intercambiada en una red vehicular puede tener efecto en la seguridad vial, es preciso asegurar que dichos datos son auténticos y reflejan fielmente la realidad. Como mecanismo para reflejar la autoría, el estándar IEEE 1609.2 establece el uso del mecanismo ECDSA.
Las contribuciones presentadas en esta dirección tienen por objetivo eliminar la amenaza de manera proactiva (por ejemplo, dificultando la difusión de mensajes falsos) o de manera reactiva (aislando a los nodos que emiten esa información).

### Integridad de los datos
En línea con la necesidad anterior, es preciso garantizar que los datos no han sido manipulados desde que fueron emitidos por su creador original. En este sentido, el estándar IEEE 1609.2 establece el uso de las funciones SHA, en sus variantes de 224 y 256.

### Confidencialidad de la información
Si bien la comunicación en las redes vehiculares es eminentemente pública, para la provisión de ciertos servicios ITS (e.g. peaje electrónico) o para el establecimiento de comunicaciones privadas entre los nodos de una región, es necesario proteger la confidencialidad de la información. Con este fin el estándar IEEE 1609.2 define el uso del mecanismo ECIES,  basado en criptografía de curvas elípticas.